# Centrum přírodních věd – Hvězdárna Jičín
Centrum přírodních věd – Hvězdárna Jičín je hvězdárna a vzdělávací centrum v Jičíně. Nachází se v Raisově ulici na západním okraji města. Spadá pod městské středisko volného času K-klub.

## Historie
Jičínská hvězdárna vznikla v 60. letech 20. století, kdy město v roce 1965 získalo budovu muničního skladu a nechalo ji přestavět na hvězdárnu, otevřenou o rok později. Stala se místním centrem popularizace astronomie, zrcadlový dalekohled o průměru 300 mm zapůjčila Astronomická společnost v Praze. Činnost hvězdárny byla ukončena 1969, kdy areál zabrali polští vojáci. Obnovena byla v 80. letech, ovšem jen na krátkou dobu. Po sametové revoluci využívali městský objekt skauti a také hudebníci.
K obnově hvězdárny došlo zásluhou Josefa Kabeláče na přelomu 20. a 21. století, zejména v souvislosti se zatměním Slunce v roce 1999. Tento rok byla budova vyklizena a byla zahájena její postupná renovace. Dalekohled s průměrem objektivu 100 mm byl zapůjčen ze sbírek Fakulty stavební ČVUT. Na jičínské Střední průmyslové škole vznikl také astronomický kroužek. Ke zpřístupnění hvězdárny došlo v roce 2000. Díky podpoře Nadace Českému ráji byl v roce 2001 zakoupen nový zrcadlový dalekohled konstrukce Newton s průměrem primárního zrcadla 500 mm. V roce 2005 převzalo provoz hvězdárny jičínské středisko volného času K-klub. Objekt hvězdárny se v roce 2009 nacházel ve špatném technickém stavu, začala se však připravovat celková přestavba a modernizace, po které se měla stát díky postavení přednáškové místnosti výukovým střediskem pro školy z celého regionu. Náklady byly odhadovány na 1,5 milionu korun. V letech 2011 a 2012 proběhla dílčí rekonstrukce kopule a následně se projekt modernizace hvězdárny změnil v realizaci centra přírodních věd a environmentálního vzdělávání s odhadovanými náklady do 10 milionů korun.
Komplexní přestavba areálu hvězdárny podle projektu architektky Michaely Chvojkové proběhla v letech 2015 a 2016, náklady dosáhly výše 13,1 milionu korun. Místo nevyhovující budovy vedle pozorovací kopule byl vybudován objekt s přednáškovým sálem s kapacitou 40 osob. Kopule byla osazena novým zrcadlovým dalekohledem o průměru primárního zrcadla 500 mm a čočkovým refraktororem o průměru 185 mm. V areálu byla zřízena i zahrada s jezírky, úly a hmyzím hotelem. Slavnostní otevření Centra přírodních věd se uskutečnilo 15. ledna 2016 za účasti Jiřího Grygara.

## Akce
Kromě pravidelného pozorování noční oblohy pořádá hvězdárna pro veřejnost také pozorování Slunce, environmentální poradnu, studovnu s půjčovnou literatury a také několik kroužků: přírodovědecký, bylinkářský (v rámci přírodovědeckého), astronomický a včelařský.

## Vybavení
Hvězdárna je vybavena zrcadlovým dalekohledem konstrukce Newton o průměru primárního zrcadla 500 mm a ohniskové vzdálenosti 2 m od anglické firmy Orion Optics a čočkovým refraktorem o průměru 185 mm a ohniskové vzdálenosti 1260 cm od výrobce CFF z Maďarska. Oba se nachází na polovidlicové alt-azimutální montáži vyrobené na zakázku. Třetím velkým přístrojem na hvězdárně je chromosférický sluneční dalekohled Lunt LS60.